# Prusy (województwo łódzkie)
Prusy – wieś w Polsce położona w województwie łódzkim, w powiecie skierniewickim, w gminie Głuchów.

## Historia
Pierwsze wzmianki o wsi szlacheckiej Prusy pochodzą z początku XV wieku. Do 1945 roku Prusy dzieliły się na wieś i majątek szlachecki. Właścicielami majątku była rodzina Pruskich (herbu Prawdzic). Ostatni właściciel Bronisław Pruski 28 sierpnia 1944 roku został aresztowany przez gestapo i osadzony, a następnie zamordowany w więzieniu w Tomaszowie Mazowieckim. Po wojnie majątek znacjonalizowano tworząc PGR, a następnie przekazano Instytutowi Sadownictwa i Kwiaciarstwa w Skierniewicach (ISiK), tworząc w Prusach Sadowniczy Zakład Doświadczalny (SZD), przemianowany w 1995 roku na Ośrodek Elitarnego Materiału Szkółkarskiego (OEMS). OEMS jest częścią ISiK w Skierniewicach.
W latach 1975–1998 miejscowość położona była w województwie skierniewickim.

## Zabytki
Według rejestru zabytków NID na listę zabytków wpisane są obiekty:
- zespół dworski, pocz. XIX w., XX w.:
  - dwór, drewniany, nr rej.: 785 z 16.02.1988
  - park, nr rej.: 501 z 16.09.1978
  - spichrz, nr rej.: 891 z 29.12.1967